# Паула Шкоді
Паула Шкоді (17 липня 1948-) — професор кафедри астрономії Вашингтонського університету в Сіетлі.

## Дитинство та освіта
Паула народилася 17 липня 1948 року в Детройті, штат Мічиган. Отримала ступінь бакалавра з астрофізики в Мічиганському державному університеті в 1970 році й ступінь доктора філософії у Вашингтонському університеті в 1975 році.

## Робота
Паула Шкоді спеціалізується на катаклізмічних змінних зірках, які є бінарними зоряними системами й періодично піддаються енергійним спалахам. Вона є активним учасником дослідження цифрового неба Слоун (SDSS), який шукає карликові нові й працює з космічними місіями XTE, ASCA, ROSAT, IUE, HST, EUVE і XMM-Newton.

## Діяльність
У 2005 році Паула Шкоді стала головним редактором астрономічного журналу «Публікації» Астрономічного товариства Тихого океану (PASP). Вона також дуже активна у професійно-аматорській співпраці, особливо з Американською асоціацією спостерігачів зі змінними зірками, у якій вона була членом правління (2003—2009), а у 2007—2009 роках — Президент організації.

## Відзнаки та нагороди
У 1978 році вона була нагороджена Премією імені Енні Джамп Кеннон в галузі астрономії Американським астрономічним товариством.
З 1994 року є членом Американської асоціації сприяння розвитку науки.
На честь неї була названа невелика планета.

## Подальше читання
- Ширер, Веніямин; Ширер, Барбара (1997). "Відомі жінки у фізичних науках: біографічний словник " . Вестпорт, Коннектикут: Greenwood Press. OCLC   644247606 . Отримано 25 березня 2017 року .